# Kaukasische Birkenmaus
Die Kaukasische Birkenmaus (Sicista caucasica), gelegentlich auch als Westkaukasische Buschmaus bezeichnet, ist ein Nagetier in der Gattung der Birkenmäuse, das im Kaukasus lebt. Die Art hat wie andere Birkenmäuse, die im Kaukasus vorkommen, keinen dunklen Aalstrich auf dem Rücken und sie ähnelt diesen in ihren genetischen Eigenschaften. Von der Kluchor-Birkenmaus (Sicista kluchorica) ist sie äußerlich im Prinzip nicht unterscheidbar. Die Kaukasische Birkenmaus hat einen diploiden Chromosomensatz mit 32 Chromosomen (2n=32), während der diploide Chromosomensatz der Kluchor-Birkenmaus 24 Chromosomen (2n=24) enthält.

## Merkmale
Erwachsene Exemplare erreichen eine Kopf-Rumpf-Länge von 44 bis 69 mm, einer Schwanzlänge von 84 bis 106 mm und ein Gewicht von 5,8 bis 7,2 g. Sie besitzen 17 bis 22 mm lange Hinterfüße und 9 bis 13 mm lange Ohren. Die meisten Haare der Oberseite sind ockerfarben mit rötlicher Tönung. Auf dem Rücken kommen verstreut Haare mit schwarzen Spitzen oder völlig schwarze Deckhaare vor. Auf den Körperseiten und an den Wangen fehlen die Haare mit schwarzen Abschnitten, was eine hellere Fellfarbe erzeugt. Die Unterseite ist mit hellem gelb-grau-weißem oder gänzlich weißem Fell bedeckt. Beim langen Schwanz ist die Oberseite deutlich dunkler als die Unterseite.

## Verbreitung
Das Verbreitungsgebiet der Art liegt in den nordwestlichen Bereichen des Kaukasus in Russland und Georgien. Die Kaukasische Birkenmaus hält sich vorwiegend in Regionen auf, die auf 1400 bis 2000 Meter Höhe liegen. Laut einer Studie von 1987 erreicht sie auch Gebiete bis zu einer Höhe von 2700 Metern. Die Art bewohnt hauptsächlich Bergwiesen und Flächen, die mit Kräutern bedeckt sind. Gelegentlich besucht sie Birkenwälder mit einem dichten Unterwuchs aus Kräutern. In tieferen Lagen kann die Kaukasische Birkenmaus auf Lichtungen von Tannenwäldern angetroffen werden, die an Wasserläufen liegen.

## Lebensweise
Die Art ist im Sommer hauptsächlich nacht- und dämmerungsaktiv, wobei in höheren Bereichen des Verbreitungsgebiets eine tagaktive Lebensweise angenommen wird. Die Aktivität nimmt stark ab, wenn sich die Temperaturen dem Gefrierpunkt nähern. Von Ende August bis Anfang Mai hält die Kaukasische Birkenmaus Winterschlaf. Vermutlich liegt ihr Unterschlupf, wie bei nahe verwandten Birkenmäusen unter einer dicken Moosschicht oder in verrottenden Baumstümpfen. In Gefangenschaft gehaltene Exemplare wurden erfolgreich mit Samen, Beeren und Insekten gefüttert.
Die Paarung findet kurz nach dem Erwachen aus dem Winterschlaf Mitte Mai oder Anfang Juni statt. Die vier bis sechs Nachkommen pro Wurf werden Ende Juni oder im Juli geboren. Soweit bekannt zeigen die Jungtiere kein Fortpflanzungsverhalten im Jahr vor der ersten Überwinterung. Unter guten Bedingungen kann die Kaukasische Birkenmaus drei Jahre leben.

## Bedrohung
Die intensive Nutzung der Bergwiesen als Weideflächen oder im Winter als Skipisten sowie die Gewinnung von Heu wirken sich negativ auf den Bestand der Art aus. Laut einer Untersuchung von 2016 kommt sie auf nicht genutzten Bergwiesen noch recht häufig vor. Die Kaukasische Birkenmaus wird von der IUCN als „potenziell gefährdet“ (near threatened) gelistet.